# Окно (Тернопольская область)
Окно́ (укр. Вікно) — село в Гримайловской поселковой общине Чортковского района Тернопольской области Украины.
До 2020 года входило в Гусятинский район.
Код КОАТУУ — 6121685101. Население по переписи 2017 года составляло 953 человека.

## Географическое положение
Село Окно находится на берегу реки Гребелька, которая через 2 км впадает в реку Гнилая,
на расстоянии в 2,5 км расположен посёлок Гримайлов.
Через село проходит автомобильная дорога Т-0903.

## История
- 1464 год — дата основания.

## Объекты социальной сферы
- Школа I—II ст.
- Детский сад.
- Дом культуры.
- Фельдшерско-акушерский пункт.

## Достопримечательности
- Братская могила советских воинов.

## Известные уроженцы
- Кушнир, Василий Михайлович (1893—1979) — украинский религиозный и общественный деятель.